# Чхаидзе, Иосиф Калистратович
Иосиф (Сосо) Калистратович Чхаи́дзе (груз. იოსებ (სოსო) კალისტრატეს ძე ჩხაიძე; 1937 — 1992) — советский и грузинский режиссёр и сценарист. Заслуженный деятель искусств Грузинской ССР (1979).

## Биография
Родился 18 марта 1937 года в Тбилиси Грузинская ССР, ныне Грузия). В 1960 году окончил Тбилисский политехнический институт. В 1964—1969 годах учился в режиссёрской мастерской Григория Чухрая во ВГИКе.
Умер 3 августа 1992 года.

## Фильмография

### Режиссёр
- 1967 — Колхида (д/ф)
- 1969 — Пятнадцатое лето (к/м)
- 1970 — Древнегрузинские песнопения (д/ф)
- 1976 — Пастухи Тушетии (ТВ)
- 1982 — Поёт Рустави (фильм-концерт)
- 1992 — Замок (ТВ)

### Сценарист
- 1967 — Колхида (д/ф)
- 1969 — Пятнадцатое лето (к/м)
- 1970 — Древнегрузинские песнопения (д/ф)
- 1976 — Пастухи Тушетии (совместно с А. Чичинадзе, Д. Ивановым-Чиковани и В. Сулакаури, ТВ)
- 1992 — Замок (ТВ)

## Награды и премии
- Заслуженный деятель искусств Грузинской ССР (1979)
- Государственная премия Грузинской ССР имени Шота Руставели (1979) — за фильм «Пастухи Тушетии»